# Telekia speciosa
 Telekia speciosa   (Schreb.) Baumg., 1817 è una specie di piante angiosperme dicotiledoni della famiglia delle Asteraceae, sottofamiglia Asteroideae, tribù Inuleae e sottotribù Inulinae.  Telekia speciosa  è anche l'unica specie del genere  Telekia   Johann Christian Gottlob Baumgarten, 1817.

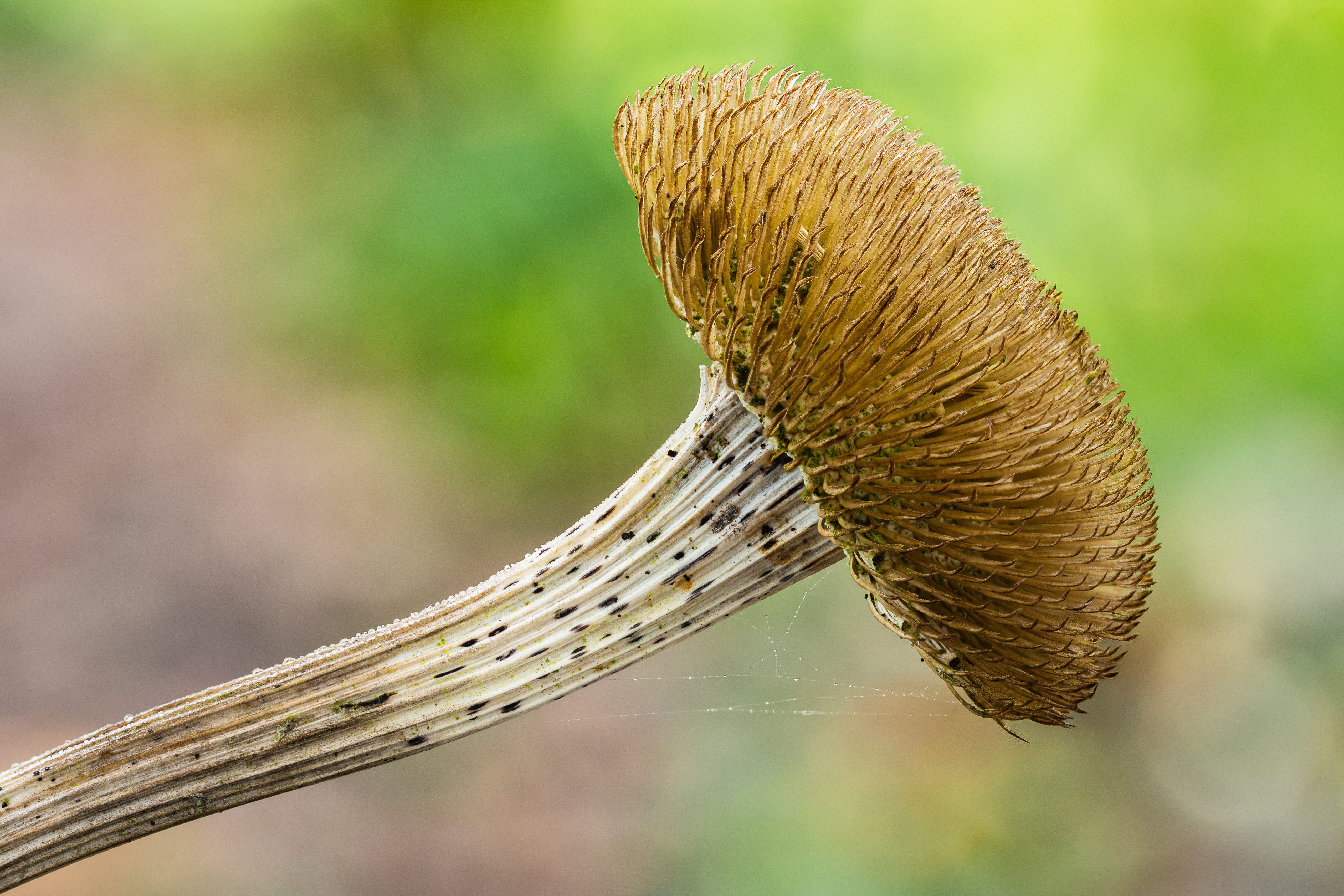
Baccello di un Telekia speciosa.

## Etimologia
Il nome generico (Telekia) sembra sia stato dato dal botanico Baumgarten in onore del suo amico ungherese il conte Samuel Teleki de Szék (1739 – 1822); mentre L'epiteto specifico (speciosa) deriva dal latino (speciosum) e significa “di bella apparenza”, “di gradevole aspetto”.
Il binomio scientifico attualmente accettato (Telekia speciosa) è stato proposto dal naturalista tedesco Johann Christian Daniel von Schreber (1739 – 1810) posizionato inizialmente nel genere Buphthalmum, perfezionato e assegnato successivamente all'attuale genere dal medico e botanico tedesco Johann Christian Gottlob Baumgarten (1765-1843) in una pubblicazione del 1817. La più antica raccolta di campioni di tale specie è quella realizzata da Emanuel Thomas (1788-1859) nel 1820 con esemplari raccolti a Canzo.
Il nome del genere (Telekia) è stato proposto dal fisico e botanico tedesco Johann Christian Gottlob Baumgarten (1765–1843) nella pubblicazione ”Enumeratio Stirpium Magno Transsilvaniae” del 1817.

## Descrizione

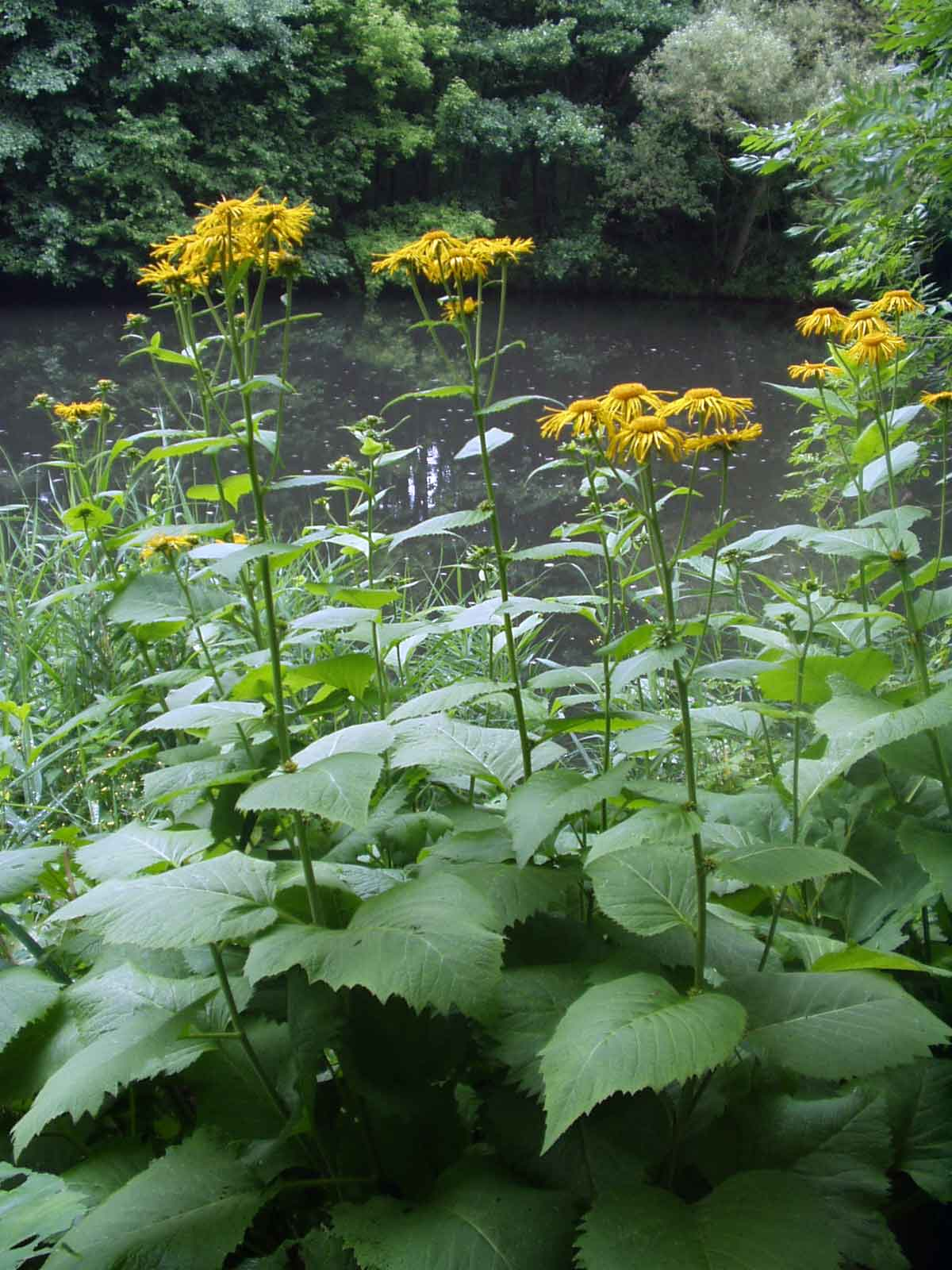
Il portamento

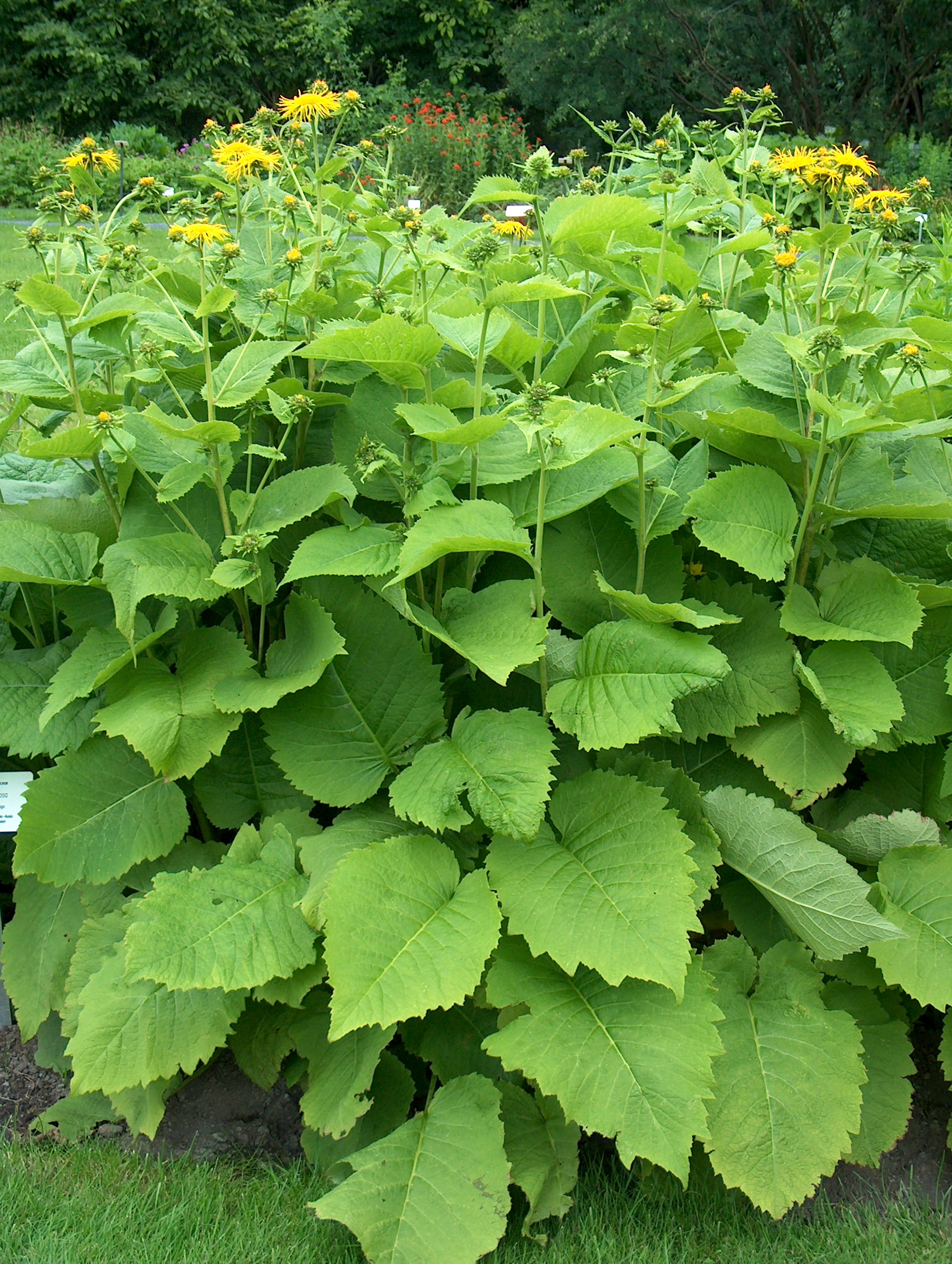
Le foglie

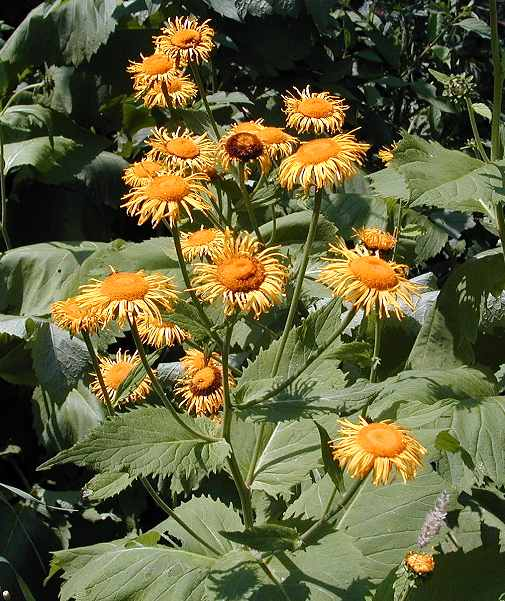
Infiorescenza

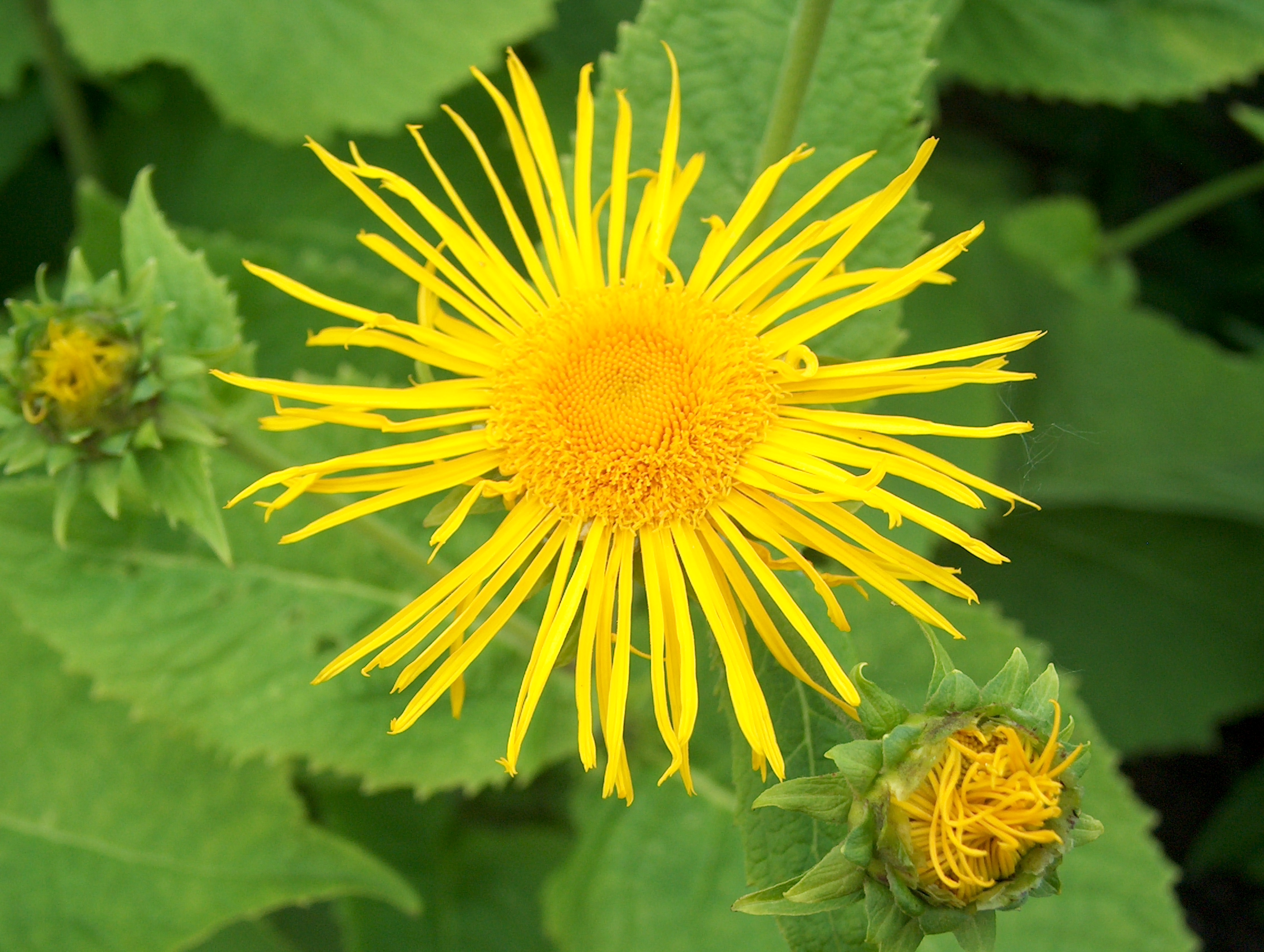
Il capolino

Portamento. La specie di questa voce è un'erba perenne. La forma biologica della specie è emicriptofita scaposa (H scap); ossia sono piante perennanti con gemme poste al livello del suolo con fusto allungato e mediamente foglioso.
Radici. Le radici sono secondarie da rizoma.
Fusto. Altezza massima: 20 dm (media: 8 – 12 dm).
- Parte ipogea: la parte sotterranea consiste in un breve rizoma.
- Parte epigea: la parte aerea del fusto è eretta, scanalata e cosparsa di peli molli (è mollemente tomentosa).

Foglie. Le foglie hanno una lamina intera a forma ovata (soprattutto quelle inferiori) e con margini dentati e apice acuto. Le foglie lungo il caule sono a disposizione alternata; quelle superiori sono più piccole rispetto a quelle basali e sono sessili o peduncolate, ma non abbraccianti il caule. Dimensione media delle foglie basali: larghezza 20 cm; lunghezza 25 cm.
Infiorescenza. L'infiorescenza è formata da medi capolini su più ramificazioni (i capolini per ogni pianta sono superiori all'unità e formano dei corimbi irregolari). I capolini eterogami sono di tipo radiato e sono formati da un involucro composto da brattee disposte in modo embricato al cui interno un ricettacolo fa da base ai fiori ligulati periferici o fiori del raggio e ai fiori tubulosi quelli centrali o del disco. L'involucro può essere cilindrico, campanulato o a forma di coppa. Le brattee sono disposte generalmente su 3-4 righe; hanno consistenza erbacea o cartilaginea, ma senza margini ialini; gli stereomi non sono divisi; sono ovate e ripiegate ad uncino. Il ricettacolo è piatto, convesso o concavo; può essere provvisto di pagliette (a protezione della base dei fiori).  Diametro dell'involucro: 2 cm. Dimensione delle brattee: larghezza 6 mm; lunghezza 12 mm. Diametro dei capolini: 5 – 8 cm.
Fiori.  I fiori sono tetra-ciclici (formati cioè da 4 verticilli: calice – corolla – androceo – gineceo) e pentameri (calice e corolla formati da 5 elementi). Si distinguono in:
- fiori del raggio (esterni): sono femminili e sono disposti su una o più serie; la forma è ligulata (zigomorfa);
- fiori del disco (centrali): sono più numerosi con forme brevemente tubulose (attinomorfe); sono ermafroditi e fertili.

- Formula fiorale:

*/x K {\displaystyle \infty }, [C (5), A (5)], G 2 (infero), achenio
- Calice: i sepali del calice sono ridotti ad una coroncina di squame.

- Corolla: 
  - fiori del raggio: la forma della corolla alla base è più o meno tubulosa-imbutiforme, mentre all'apice è ligulata; la ligula può terminare con alcuni denti e sono decisamente più lunghi dell'involucro; il colore è giallo brillante;
  - fiori del disco: la forma è tubulare bruscamente divaricata in 4-5 brevi lobi; il colore è giallo scuro.

- Androceo: l'androceo è formato da 5 stami sorretti da filamenti generalmente liberi; gli stami sono connati e formano un manicotto circondante lo stilo; le teche (produttrici del polline) sono troncate e sono minutamente speronate. La base delle antere è formata da code ramificate. Il tessuto dell'endotecio è a forma polarizzata. Le cellule del collare dei filamenti sono piatte o di tipo mammelloso.

- Gineceo: il gineceo ha un ovario uniloculare infero formato da due carpelli.[8] Lo stilo è unico e con due stigmi nella parte apicale. Gli stigmi spesso sono provvisti di peli acuti che terminano sopra la biforcazione, ma non la raggiungono. Le superfici stigmatiche confluiscono all'apice, mentre alla base sono separate in due distinte linee (lignee stigmatiche marginali[10]). Il polline è spinuloso.

- Fioritura: da giugno ad agosto.

Frutti. I frutti sono degli acheni con pappo ridotto ad una coroncina membranosa dentata. La forma è lineare e piatta. L'epidermide dell'achenio è caratterizzata da lunghi cristalli. La forma degli acheni è cilindrica o prismatica e sono tutti uguali fra di loro.

## Biologia
Impollinazione: tramite insetti (impollinazione entomogama tramite farfalle diurne e notturne).

Riproduzione: la fecondazione avviene fondamentalmente tramite l'impollinazione dei fiori.

Dispersione: i semi cadono a terra e vengono dispersi soprattutto da insetti come formiche (disseminazione mirmecoria). Un altro tipo di dispersione è zoocoria: gli uncini delle brattee dell'involucro (se presenti) si agganciano ai peli degli animali di passaggio che portano così i semi anche su lunghe distanze. Inoltre per merito del pappo (se presente) il vento può trasportare i semi anche per alcuni chilometri (disseminazione anemocora).

## Distribuzione e habitat

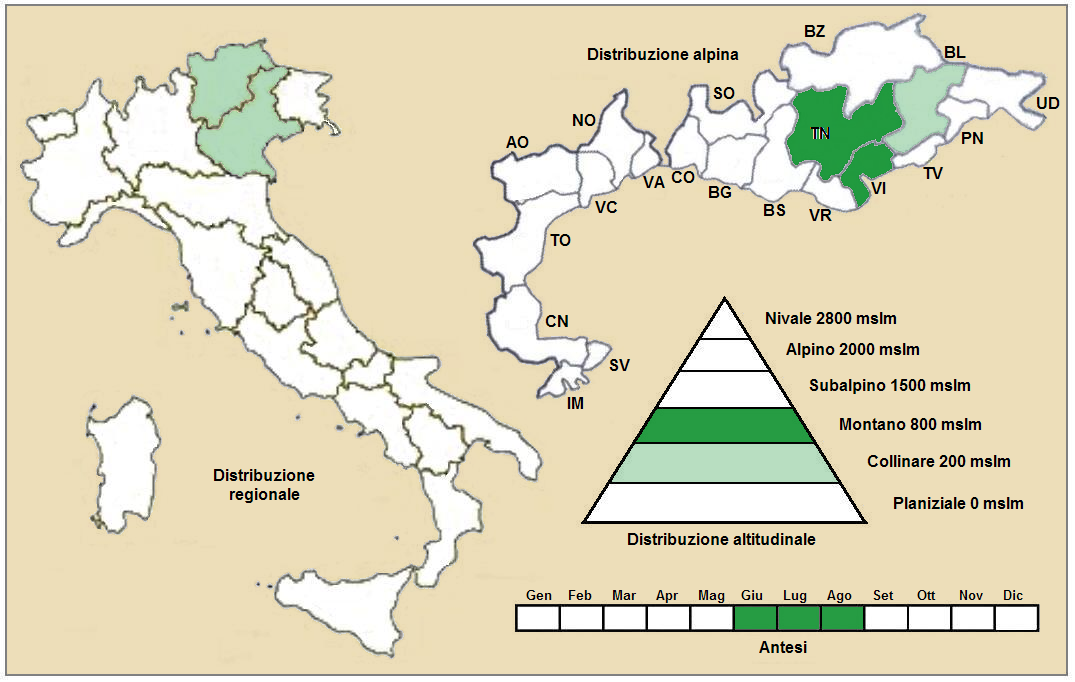
Distribuzione della pianta
(Distribuzione regionale – Distribuzione alpina)

Geoelemento: il tipo corologico (area di origine) è  Orofita – Sud Est Europeo - Caucasico.

Distribuzione: questa pianta si trova nel Trentino-Alto Adige e nel Veneto, ma è considerata esotica naturalizzata. In effetti Sandro Pignatti nelle "Flora d'Italia" la descrive presente in Carinzia e in Slovenia ma in espansione verso ovest. Oltre il confine alpino è presente in Austria (Länder del Vorarlberg, Tirolo Settentrionale, Salisburgo, Carinzia, Stiria, Austria Superiore, Austria Inferiore) e in Slovenia. Sugli altri rilievi montani europei si trova nelle Alpi Dinariche, Monti Balcani e Carpazi. Fuori dall'Europa si trova in Turchia e nel Caucaso.

Habitat: l'habitat tipico per questa specie sono i boschi umidi, le rive dei corsi d'acqua o le radure ombreggiate; ma anche pascoli e prati umidi, i megaforbieti, i popolamenti a felci, gli arbusteti meso-termofili, pioppeti, ontaneti, frassineti umidi e saliceti arborei. Il substrato preferito è sia calcareo che calcareo/siliceo con pH basico, alti valori nutrizionali del terreno che deve essere umido.

Distribuzione altitudinale: sui rilievi alpini queste piante si possono trovare dai 300 fino a 1200 m s.l.m.; frequentano quindi i seguenti piani vegetazionali: collinare e montano.

## Fitosociologia
Areale alpino
Dal punto di vista fitosociologico alpino la specie di questa voce appartiene alla seguente comunità vegetale:
Formazione: delle comunità delle macro- e megaforbie terrestri
Classe: Filipendulo-Convolvuletea
Ordine: Filipenduletalia ulmariae
Alleanza: Filipendulo-Petasition
Areale italiano
Per l'areale completo italiano Telekia speciosa appartiene alla seguente comunità vegetale:
Macrotipologia: vegetazione erbacea sinantropica, ruderale e megaforbieti.
Classe: Galio aparines-Urticetea dioicae Passarge ex Kopecký, 1969
Ordine: Galio aparines-Alliarietalia petiolatae Oberdorfer ex Görs & Müller, 1969
Alleanza: Petasition officinalis Sill., 1933 em. Kopecky, 1969
Descrizione. L'alleanza Petasition officinalis è relativa alle comunità con prevalenza di specie perenni in orli forestali mesofili o meso-igrofili che si sviluppano in habitat ricchi di nutrienti dei climi temperati ed umido del mediterraneo. La comunità è povera di specie perenni a foglia larga. Distribuzione: l'alleanza è ampiamente distribuita sia in Europa che in Italia.
Specie presenti nell'associazione: Cirsium erisithales, Elymus caninus, Orobanche flava, Petasites hybridus, Petasites kablikianus, Valeriana sambucifolia, Telekia speciosa, Aconitum napellus, Aconitum variegatum, Aruncus dioicus, Athyrium filix-foemina, Cardamine amara, Carduus personata, Chrysosplenium alternifolium, Conocephalum conicum, Crepis paludosa, Knautia maxima, Lamiastrum montanum, Milium effusum, Oxalis acetosella, Pellia epiphylla, Petasites albus, Primula elatior, Ranunculus lanuginosus, Saxifraga rotundifolia, Senecio ovatus, Stellaria nemorum, Veronica urticifolia, Vicia sylvatica, Chaerophyllum hirsutum, Festuca gigantea, Geranium phaeum, Impatiens noli-tangere e Stachys sylvatica.

## Sistematica
La famiglia di appartenenza di questa voce (Asteraceae o Compositae, nomen conservandum) probabilmente originaria del Sud America, è la più numerosa del mondo vegetale, comprende oltre 23.000 specie distribuite su 1.535 generi, oppure 22.750 specie e 1.530 generi secondo altre fonti (una delle checklist più aggiornata elenca fino a 1.679 generi). La famiglia attualmente (2021) è divisa in 16 sottofamiglie; la sottofamiglia Asteroideae è una di queste e rappresenta l'evoluzione più recente di tutta la famiglia.
Il basionimo per questa specie è: Buphthalmum speciosum Schreb., 1766

### Filogenesi
La tribù Inuleae (comprendente le Inulinae) è una delle 21 tribù della sottofamiglia Asteroideae). Da un punto di vista filogenetico, la tribù Inuleae, all'interno della sottofamiglia, fa parte del gruppo "Helianthodae". La sottotribù Inulinae è caratterizzata dalla particolare pubescenza dello stilo e dagli acheni con cristalli di ossalato di calcio.
Nell'ambito della sottotribù il genere Telekia fa parte del "Complesso di Inula" comprendente i generi Carpesium,  Inula, Pentanema, Rhanteriopsis e Telekia.
I caratteri distintivi della specie  Telekia speciosa  sono:
- le foglie possono arrivare fino a 50 cm di lunghezza, sono picciolate con lamina cordata;
- gli acheni sono glabri o sparsamente pelosi.

Il numero cromosomico della specie è: 2n = 20.

### Sinonimi
Sono elencati alcuni sinonimi per questa entità:
- Buphthalmum speciosum Schreb.

Sinonimo per il genere:
- Molpadia (Cass.) Cass.

### Specie simili
Nell'ambito del genere Telekia una specie molto simile a quella di questa voce è Buphthalum speciosissimum L.. Si differenzia per l'infiorescenza formata da un solo capolino e per le foglie a consistenza coriacea e di tipo cuoriforme abbraccianti il caule.